# Renault R202
A Renault R202 egy Formula–1-es versenyautó, amelyet a Renault csapat tervezett és versenyeztetett a 2002-es Formula–1 világbajnokság során. Pilótái Giancarlo Fisichella és Jenson Button voltak, a tesztpilóta pedig Fernando Alonso.
Ez volt a gyári Renault csapat első autója az 1985-ös kivonulásuk óta, miután az előző évben felvásárolták a Benetton istállót.

## Áttekintés
Az autót 2002. január 27-én mutatták be Párizsban. Színeiben az autó megtartotta a Benetton korábbi kékjét, azonban a márkát jelképező sárga jóval hangsúlyosabban jelent meg rajta. A kék szín a maradó főszponzor Mild Sevennek volt köszönhető. Azokban az országokban, ahol tiltották a dohányreklámokat, a Blue World felirat volt olvasható.
A kasztni főtervezője Mike Gascoyne volt. Gyakorlatilag az előző évi autó továbbgondolása volt, az alapos szélcsatornateszteket követően. A Renault egyedi, 111 fokos szöget bezáró hengereket tartalmazó motort épített, azért, hogy az autó tömegközéppontja a többiekénél alacsonyabbra kerüljön.

## A szezon
Nehezen kezdődött az idény, Ausztráliában mindketten kiestek már a verseny elején. Trulli a következő két futamon is kiesett, Button viszont mindkétszer negyedik lett, Imolában pedig egy ötödik helyet is elért. Spanyolországban aztán élete első dobogós helye felé haladva kiesett - ez egy újabb kettős kiesése volt a csapatnak. Miután Ausztriában újra kiesett, Spanyolországban pedig csak azért rangsorolták, mert teljesítette a versenytáv 90 százalékát, elmondható volt, hogy Trulli az első hat versenyből mindössze egyet fejezett be. Monacóban aztán fordult a szerencséje egy negyedik hellyel, majd Kanadában egy hatodikkal. Ezt követően azonban megint sorozatban jöttek a kiesések. Egész évben egyedül Monzában ünnepelhettek kettős pontszerzést, ráadásul úgy, hogy mindketten a legjobb tízen kívül rajtoltak.
A megbízhatósági gondok ellenére a Renault konstruktőri negyedikként zárta az idényt.

## Eredmények
| Év   | Csapat                     | Motor        | Gumik | Pilóták       | 1   | 2   | 3   | 4   | 5   | 6   | 7   | 8   | 9   | 10  | 11  | 12  | 13  | 14  | 15  | 16  | 17  | Pontok | Helyezés |
| ---- | -------------------------- | ------------ | ----- | ------------- | --- | --- | --- | --- | --- | --- | --- | --- | --- | --- | --- | --- | --- | --- | --- | --- | --- | ------ | -------- |
| 2002 | Mild Seven Renault F1 Team | Renault RS22 | M     |               | AUS | MAL | BRA | SMR | ESP | AUT | MON | CAN | EUR | GBR | FRA | GER | HUN | BEL | ITA | USA | JPN | 23     | 4.       |
| 2002 | Mild Seven Renault F1 Team | Renault RS22 | M     | Jarno Trulli  | KI  | KI  | KI  | 9   | 10† | KI  | 4   | 6   | 8   | KI  | KI  | KI  | 8   | KI  | 4   | 5   | KI  | 23     | 4.       |
| 2002 | Mild Seven Renault F1 Team | Renault RS22 | M     | Jenson Button | KI  | 4   | 4   | 5   | 12† | 7   | KI  | 15† | 5   | 12† | 6   | KI  | KI  | KI  | 5   | 8   | 6   | 23     | 4.       |

† - Nem fejezte be a futamot, de rangsorolták, miután teljesítette a versenytáv 90 százalékát.

## Forráshivatkozások
1. ↑  Button attached to Benetton (angol nyelven). The Irish Times. (Hozzáférés: 2024. szeptember 18.)
2. ↑  Trulli confirmed at Benetton. | F1 | Crash (angol nyelven). www.crash.net, 2001. augusztus 23. (Hozzáférés: 2024. szeptember 18.)
3. ↑  „Alonso 'promised Renault drive'”, 2002. június 23. (Hozzáférés: 2024. szeptember 18.) (brit angol nyelvű)
4. ↑  Mild Seven Renault launches 2002 campaign. | F1 | Crash (angol nyelven). www.crash.net, 2002. január 27. (Hozzáférés: 2024. szeptember 18.)
5. ↑  Renault R202 - F1technical.net. www.f1technical.net. (Hozzáférés: 2024. szeptember 18.)